# Cassigerinellidae
Cassigerinellidae es una familia de foraminíferos planctónicos de la superfamilia Hantkeninoidea y del orden Globigerinida. Su rango cronoestratigráfico abarca desde el Bartoniense (Eoceno medio) hasta la Serravalliense (Mioceno medio).

## Discusión
Clasificaciones posteriores han incluido Cassigerinellidae en la superfamilia Heterohelicoidea y en el orden Heterohelicida.

## Clasificación
Cassigerinellidae incluye a los siguientes géneros:
- Cassigerinella †
- Riveroinella †

Otro género considerado en Cassigerinellidae es:
- Globalternina, aceptado como Cassigerinella